# Liste de personnalités liées à La Chapelle-Saint-Mesmin
La liste de personnalités liées à La Chapelle-Saint-Mesmin recense les personnalités qui sont nées, mortes, ont vécu ou ont fortement influencé la ville de La Chapelle-Saint-Mesmin située dans le département du Loiret en région Centre-Val de Loire.
Les maires de la commune ne sont pas listés dans cet article.

## VIesiècle
- Saint Mesmin l'ancien ou Maximin de Micy, 2e abbé (510-520) du monastère de Saint-Mesmin de Micy. Il traversa le fleuve pour aller terrasser le dragon (symbole du paganisme) qui, selon la légende, vivait dans la grotte située sous la villa Béraire (premier nom de La Chapelle Saint-Mesmin) à l'emplacement actuel de l'église église Saint-Mesmin.

## XVIIIesiècle
- Aignan-Thomas Desfriches (1715-1800), seigneur de la Cartaudière, dessinateur français, auteur de plusieurs gravures de paysages Chapellois[1] ;
- Jean-Baptiste Britard, dit Brizard (1721-1791), acteur de la Comédie-Française, et professeur de mademoiselle Raucourt, fit de fréquents séjours à La Chapelle Saint-Mesmin[2]. Il s'y retire de 1786 à sa mort[1],[3],[4] ;
- Armand-Anne-Auguste-Antonin Sicaire de Chapt de Rastignac (1727-1792), religieux et homme politique, abbé commendataire de l'abbaye de Micy, seigneur de la paroisse de La Chapelle-Saint-Mesmin, député du clergé aux États généraux de 1789 pour le bailliage d'Orléans. Il est arrêté et emprisonné le 26 août 1792 et est l'une des victimes des massacres de septembre, quelques jours plus tard ;
- Denis Robert de Massy (1736-1794), avocat, bailli de Saint-Mesmin, suppléant de député aux États généraux de 1789 au titre du bailliage d’Orléans ;
- Mathieu-Augustin Cornet (1750-1832), homme politique français sous le Directoire, le Consulat, le Premier Empire, la Restauration et la monarchie de Juillet, fit l'acquisition de la maison du Grand-Courant et vécut à La Chapelle de 1814 à 1816[5] ;
- Françoise-Marie-Antoinette Saucerotte dite Mademoiselle Raucourt (1756-1815), actrice française, habita le château des Hauts sous le Premier Empire (de 1801 à 1815[6]).

## XIXesiècle
- Jean-Claude Benoît du Sablon (1763-1848), dessinateur amateur et auteur de pièces de théâtre[7], décédé au bourg de La Chapelle le 16 juin 1848[8], résidait dans le « castel gothique », situé à l'emplacement du château des Tourelles[9] ;
- Eugène-François Vidocq (1775-1857[10]), bagnard, indicateur de police, policier, entrepreneur et enfin détective privé, a vécu à la belle saison, les 15 dernières années de sa vie, dans une villa des bords de Loire à La Chapelle, non loin de la place du Bourg. Cette même-villa avait été à la fin du XVIIIe, la propriété de l'acteur de théâtre Brizard[11],[12] ;
- Louis Ripault (1775-1823), philologue et orientaliste français habita le petit château qui héberge l'actuelle mairie. Sa tombe se trouve dans le vieux cimetière ;
- Jean-Jacques Fayet (1786-1849), évêque d'Orléans de 1842 à 1849, acheta la propriété du château des Hauts en 1844, afin d'y faire bâtir le petit séminaire (ancienne maison de retraite Paul-Gauguin) ;
- Louis-Émile Vanderburch, né en 1794 à Paris et mort en 1862 à Rueil-Malmaison, écrivain et dramaturge français, habita le petit château, qui héberge l'actuelle mairie, de 1836 à 1853. Il est notamment l'auteur en 1836 de la pièce à succès Le Gamin de Paris et qui a fait l'objet d'adaptations pour trois films au début du XXe siècle ;
- Étienne Jean Désiré Chemin de Beuvry (1770 - 1836), propriétaire du château des Hauts de 1816 à 1844, lieutenant-colonel de la garde à cheval à Paris, fut le président du conseil de fabrique de la paroisse. Il repose dans la chapelle sépulcrale érigée par sa veuve dans le cimetière du bourg ;
- Charles Pensée (1799-1871), peintre et dessinateur français, auteur de la gravure immortalisant la bénédiction solennelle de la grotte du Dragon en 1858[1] ;
- Félix Dupanloup (1802-1878), évêque d'Orléans de 1849 à 1878, membre de l'Académie française de 1854 à sa mort, élu député du Loiret en 1871 et sénateur inamovible en 1875, fit du château des Hauts sa résidence d'été privilégiée et dirigea le petit séminaire de La Chapelle-Saint-Mesmin ;
- Jean-Baptiste-Henri Lacordaire, en religion le père Henri-Dominique Lacordaire, (1802-1861), religieux, prédicateur, journaliste et homme politique français, membre de l'Académie française, considéré aujourd'hui comme l'un des précurseurs du catholicisme libéral, fit au moins un séjour au château des Hauts, à l'invitation de Mgr Fayet[13] ;
- Ernest Pillon (1803-1874), archéologue, découvreur de la grotte du Dragon en 1856. Il résidait au château de l'Ardoise de La Chapelle-Saint-Mesmin. Il repose dans le vieux cimetière ;
- Hippolyte Monpou (1804-1841), compositeur et organiste français, fit, peu avant sa mort, un séjour au petit château, demeure de son ami Louis-Émile Vanderburch[14] ;
- Alexandre Collin (1808-1890), polytechnicien, Ingénieur de la Loire, inspecteur général des Ponts et Chaussées, président de la Société archéologique et historique de l'Orléanais (1865), entreprend de réhabiliter l'accès à la grotte du Dragon en 1857[1]. Il est nommé promoteur de la foi pour la béatification de Jeanne d'Arc[15] ;
- Charles-Philippe Place (1814-1893), avocat de profession jusqu'en 1847, il connut une vocation tardive avant d'être évêque de Marseille, archevêque de Rennes et enfin créé cardinal par Léon XIII. Il fut supérieur du petit séminaire de La Chapelle-Saint-Mesmin de 1852 à 1856 ;
- Maximilien Simon Genteur (1815-1882), avocat, maire d'Orléans (1854-1856), conseiller général du Loiret (1852-1857), préfet de l'Allier, secrétaire général du ministère de l'Instruction publique, membre du Conseil du sceau des titres (1869), président de la section de l'intérieur au Conseil d'État (1870), Commissaire du gouvernement (1870), puis conseiller général des Ardennes (1871-1876), propriétaire du château de la Source du Rollin, a vécu à La Chapelle au moins jusqu'en 1856.
- Frédéric Godefroy (1826-1897), philologue et lexicographe romaniste, journaliste et enseignant français, se rendait fréquemment au petit séminaire. Le 3 novembre 1874, il fut invité à faire une conférence intitulée La tristesse patriotique, le pèlerinage de Metz : discours prononcé au petit séminaire de La Chapelle Saint-Mesmin, le 3 novembre 1874[16] ;
- Ferdinand d’Orléans (1859-1873), est un Infant d'Espagne et un prince français. Elève au Petit séminaire de La Chapelle-Saint-Mesmin de 1872 à 1873, il y meurt, d'une rougeole foudroyante le 3 décembre 1873, à l'âge de 14 ans ;

## XXesiècle
- Thérèse Bentzon (1840-1907), journaliste, essayiste et romancière française, a vécu à La Chapelle de 12 à 16 ans, chez ses grands-parents, les de Vitry[17] ;
- Fernand Romain dit « Niamor » (24 janvier 1876-12 janvier 1953), artiste de Revues et dresseur d'animaux, est né, a vécu et est décédé à La Chapelle[18]. Célèbre dresseur de chiens qui s'est notamment produit, au cours de sa carrière, au théâtre des Folies Bergère ainsi que dans de nombreux cirques et théâtres. Son fameux chien RIP a tourné dans plusieurs longs métrages, notamment dans le film de Gilles Grangier, Leçon de conduite (1946) ;
- Paul Gauguin (1848—1903), peintre, graveur, sculpteur, céramiste, illustrateur français, fut élève au petit séminaire de La Chapelle Saint-Mesmin où il vécut entre 1859 et 1862 ;
- Albert Ier de Monaco (1848-1922), océanographe, paléontologue, géographe, surnommé le Prince Savant, fit ses études au petit séminaire de La Chapelle Saint-Mesmin où il vécut en 1864/1865;
- Nelly Cormon (1877-1942), actrice française de théâtre et de cinéma, a vécu dans l'autre « petit château » (non  loin de l'église) entre 1920 et 1925 ;
- Joseph Wirth (1879-1956) homme d'État allemand, ancien chancelier du Reich, opposant au Troisième Reich a fait un séjour à la villa des Mouettes en mars 1940 chez la famille Davidson, où il a rejoint son compatriote Carl Spiecker, ancien directeur de la chancellerie du Reich[19] ;
- Eugène Prévost dit Eugène Messemin (né à La Guide à La Chapelle Saint-Mesmin 8 décembre 1880, mort à Paris le 23 décembre 1944), peintre et décorateur. Très attaché à ses origines ligériennes et à sa maison au Grand Courant à La Chapelle, il peint de nombreux paysages de Loire. Il réalise des décors pour l'Opéra de Paris, l'Opéra-Comique, la Comédie-Française et le Théâtre d'Orléans. Il est le père de Madeleine Prévost (1915-2012), artiste peintre ;
- Robert Pillault (1886-1976), entomologiste, archéologue, historien, a vécu à La Chapelle de 1930 à sa mort. En 1951, il est élu président de l'association des Naturalistes Orléanais et rédige de nombreux articles sur les différentes espèces d'insectes qu'il observe. En 1952, il découvre, avec sa fille Simone, le gouffre des Sans-Ronce à Chanteau, dans la forêt d'Orléans. Il est nommé officier de l'instruction publique en 1953. La même année, il participe aux fouilles archéologiques dans la crypte de la Collégiale Saint-Aignan d'Orléans, sous l'égide de la Société française d'archéologie. Enfin, il effectue des recherches sur l'histoire de La Chapelle Saint-Mesmin et de son église en rédigeant de nombreuses fiches et en rassemblant une abondante documentation qui ont été léguées aux archives départementales du Loiret[20] ;
- Émile Rousseau (1899-1979), fils de boulanger, mobilisé en 1918, deviendra artiste lyrique baryton. Il est soliste à l'Opéra-Comique, professeur au Conservatoire d’Orléans, puis au Conservatoire national supérieur de musique et de danse de Paris. Il est co-directeur de l'Opéra-Comique en 1945. Il a vécu à La Chapelle[21] ;
- Aurélien Hatton (1912-1986), résistant pendant l'occupation et maire de la commune pendant 23 ans, est né et a vécu à La Chapelle ;
- Marcel Gili (1914-1993), sculpteur et peintre, époux de Madeleine Prévost de 1935 à 1962, a vécu au Grand Courant jusqu'à la fin de la seconde guerre mondiale ;
- Madeleine Prévost (1915 à Saint-Denis, 2012 à La Chapelle-Saint-Mesmin), artiste peintre. Élève à l’école des Arts décoratifs de Paris, élève en gravure aux Beaux-Arts de Paris, elle participe à de nombreux salons et expositions. Son œuvre est imprégné des paysages du Val de Loire, de la Catalogne, du Québec, de l’île de la Réunion et du Maroc. Elle est la fille unique d’Eugène Prévost dit Eugène Messemin, puis la 1ère épouse de Marcel Gili ;
- Simone Kelner-Pillault (1925-1985[22]), entomologiste[23], docteur en sciences naturelles[24], enseignante à la Faculté des Sciences de Paris, maître-assistante et conservatrice au Muséum national d’histoire naturelle de Paris, fille adoptive de Robert Pillault[25] (voir plus haut), a vécu à La Chapelle[26] ;
- Daniel Souriou (16 septembre 1929-14 octobre 2014[27]), sculpteur et ferronnier d'art[28], compagnon du tour de France, compagnon du devoir en 1949, est né à La Chapelle. Il ouvre son atelier à Nîmes où il contribue à la création d'une maison du compagnonnage. Au début des années 1980, il reçoit le grand prix des métiers d'art ainsi que la Légion d'honneur. En 2013, il publie ses mémoires : L'homme du fer et du feu[29]. Il a exposé dans de nombreuses villes de France (Paris, Versailles, Nîmes, Marseille, ...). Il a cédé ses œuvres au château de Barjac[30] ;
- Boubaker Haddad, né le 21 avril 1931 à Bizerte et décédé le 27 décembre 2004 à La Chapelle-Saint-Mesmin, footballeur tunisien ;
- Bernard Monnereau né le 24 septembre 1935 à Tôtes (Seine-Inférieure) et mort le 24 août 2019 à La Chapelle-Saint-Mesmin est un rameur français ;
- Alain Drufin (né le 11 juillet 1942 à La Chapelle-Saint-Mesmin et mort le 18 février 2024) est un athlète français, spécialiste du lancer du poids. Il remporte le titre de champion de France du lancer du poids en 1966[31] ;
- Alain Gili, (né le 21 février 1946 à La Chapelle-Saint-Mesmin), est un écrivain français. Il est le fils du sculpteur français Marcel Gili et du peintre Madeleine Prévost, et le petit-fils du peintre Eugène Messemin ;
- Bruno Bini (né en 1954), footballeur français, ancien entraîneur de l'équipe de France de football féminin, sélectionneur de l'équipe nationale féminine chinoise de football depuis septembre 2015[32], élu membre du conseil municipal en mars 2014, y réside[33].
- Franck Bellucci (né en 1966 à Paris), écrivain, comédien et enseignant français, réside dans la commune[34].

Personnalités liées à la commune
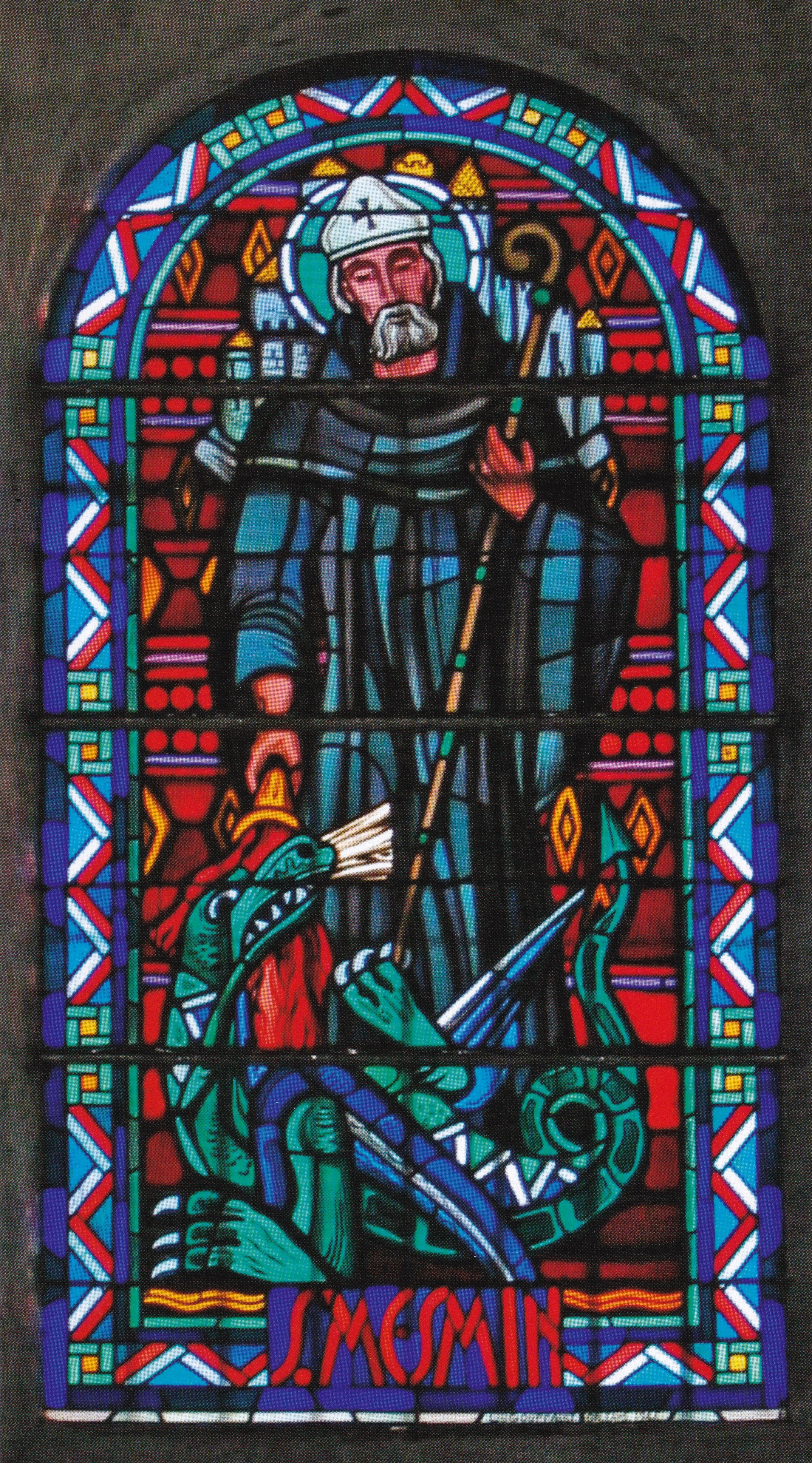
Saint Mesmin l'ancien
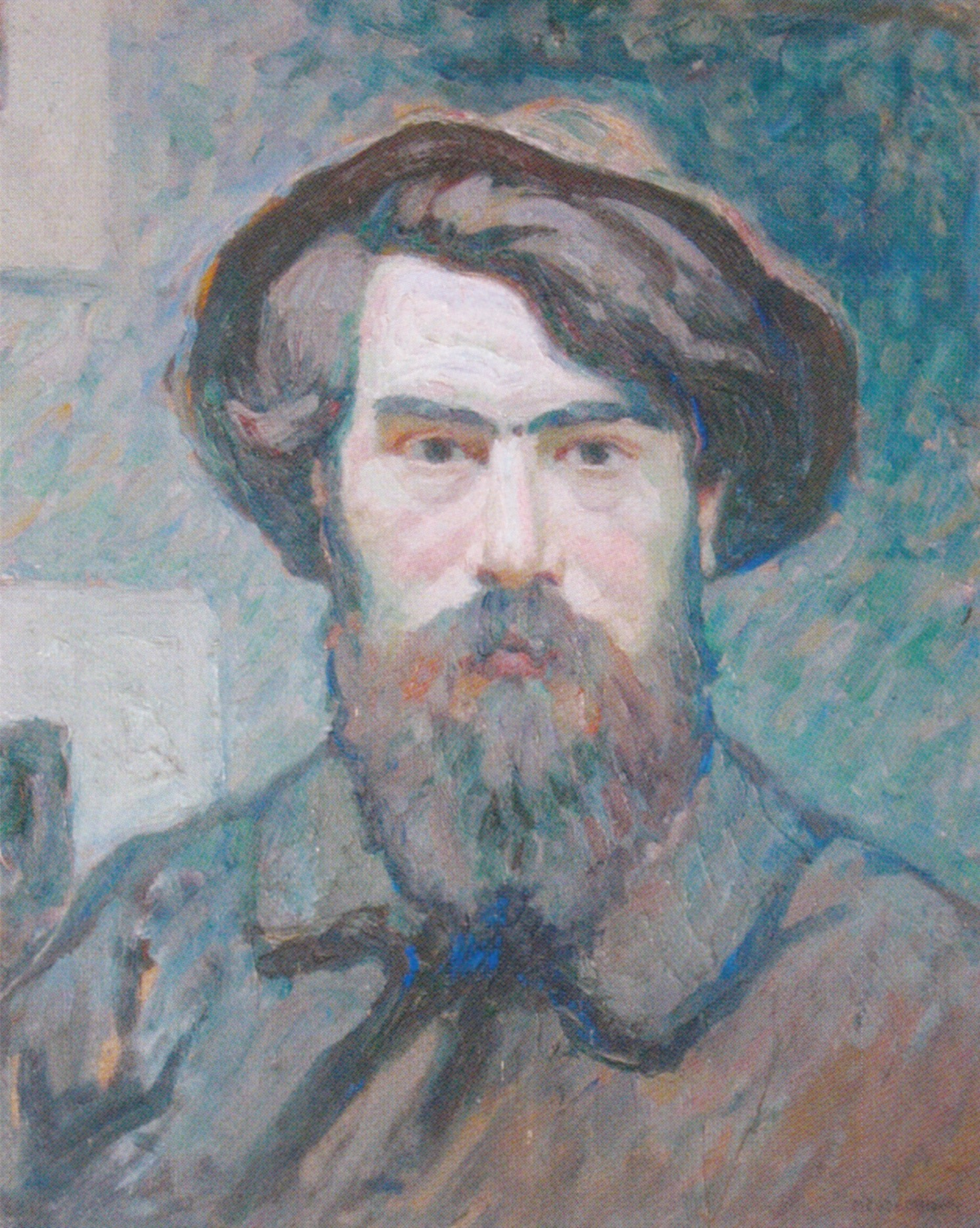
Eugène Prévost
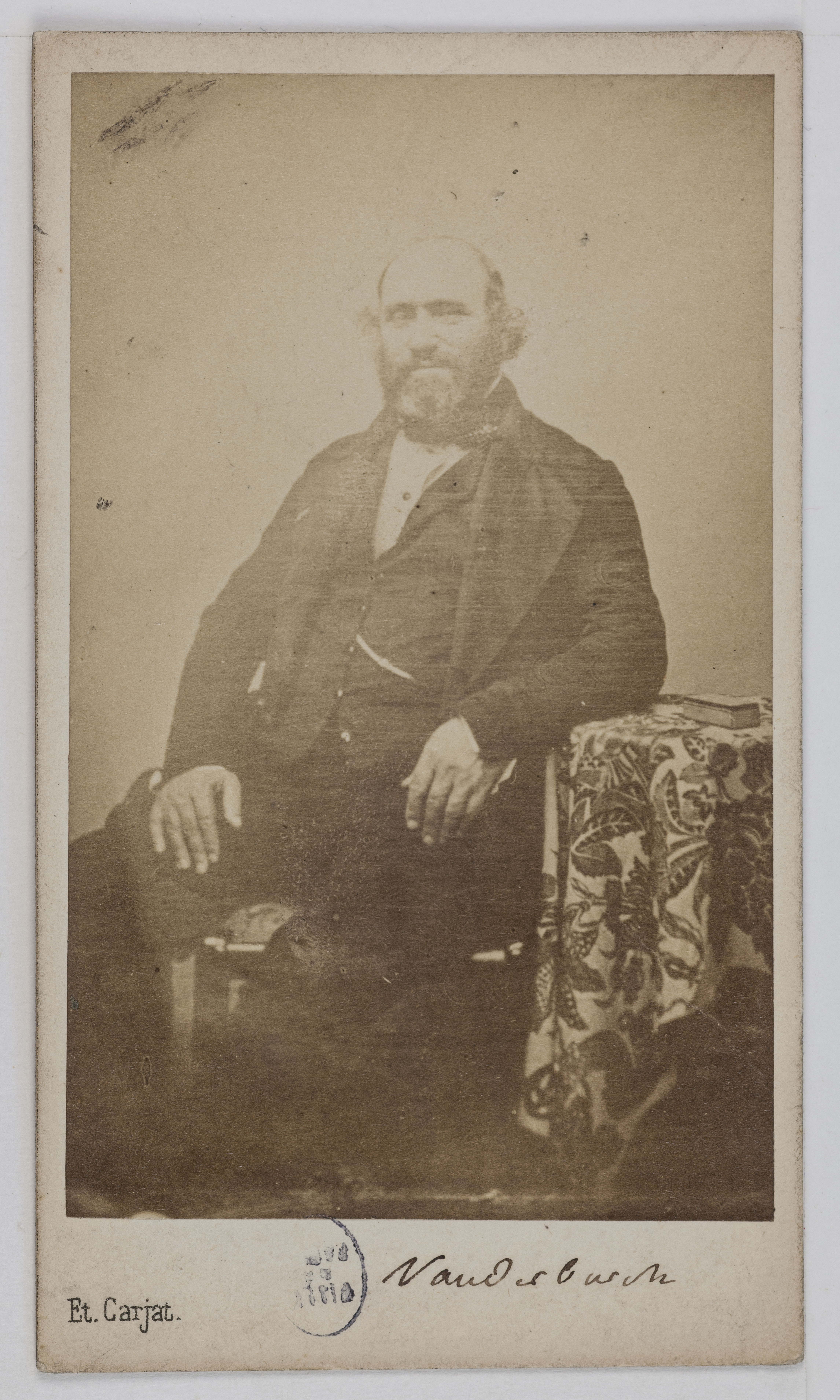
Louis-Émile Vanderburch
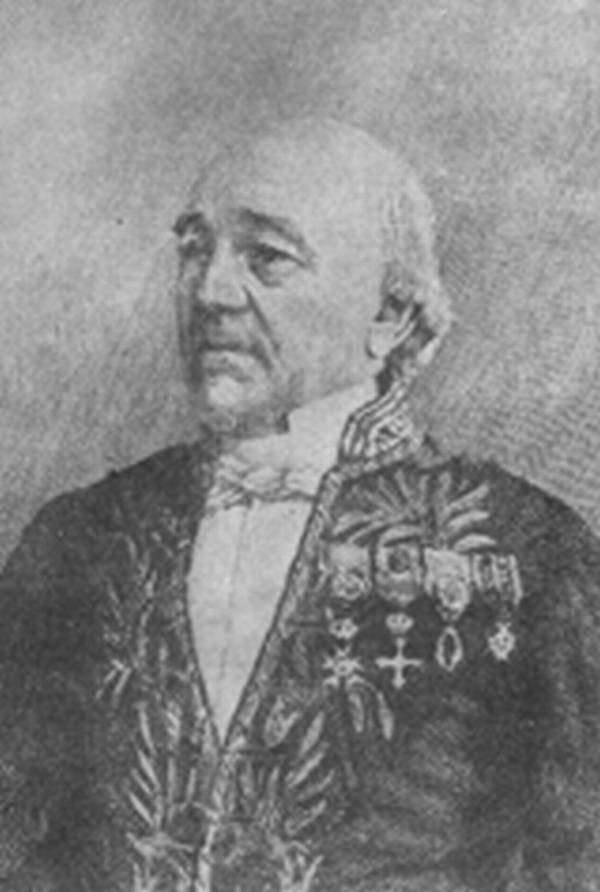
Alexandre Collin
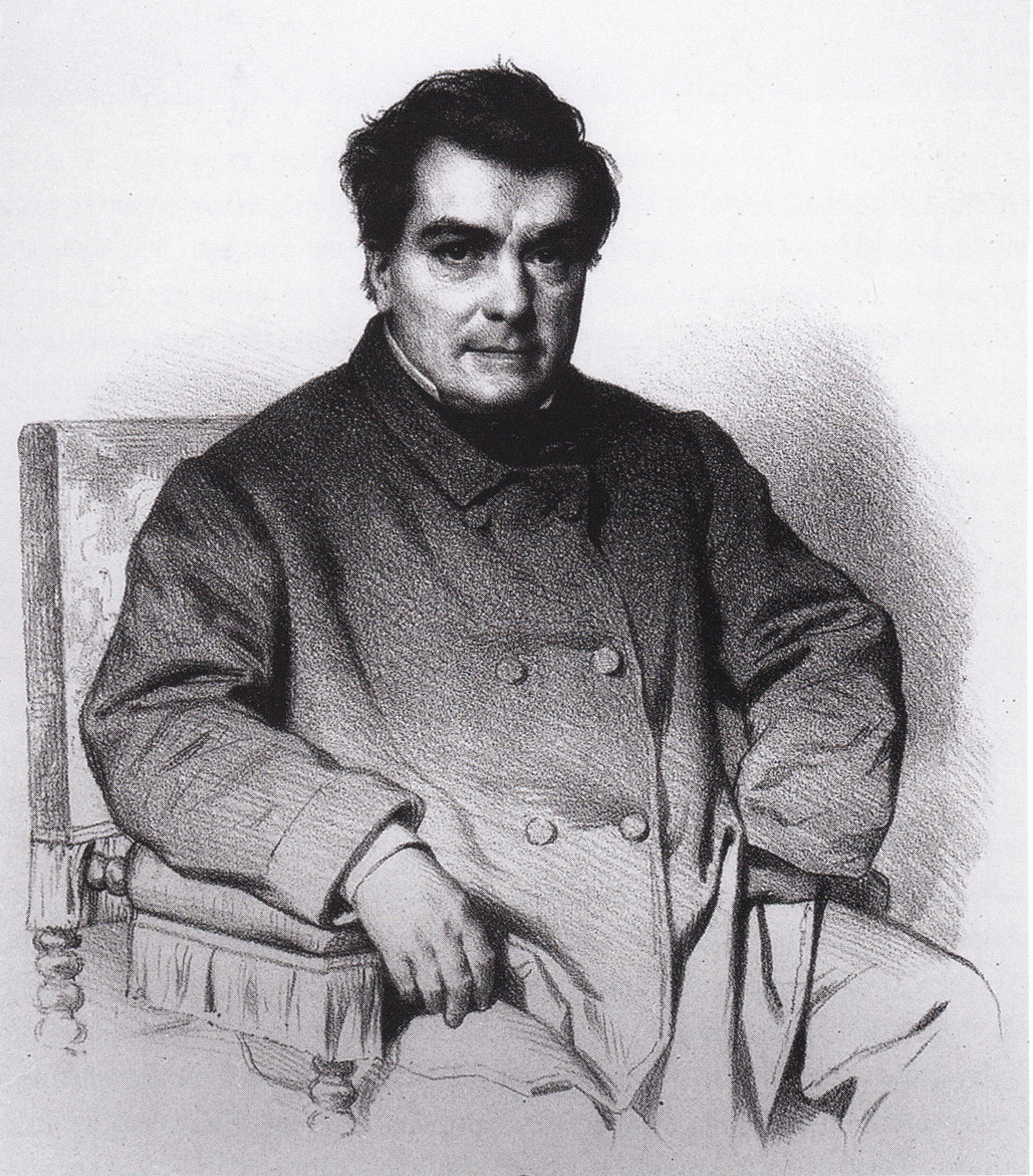
Ernest Pillon
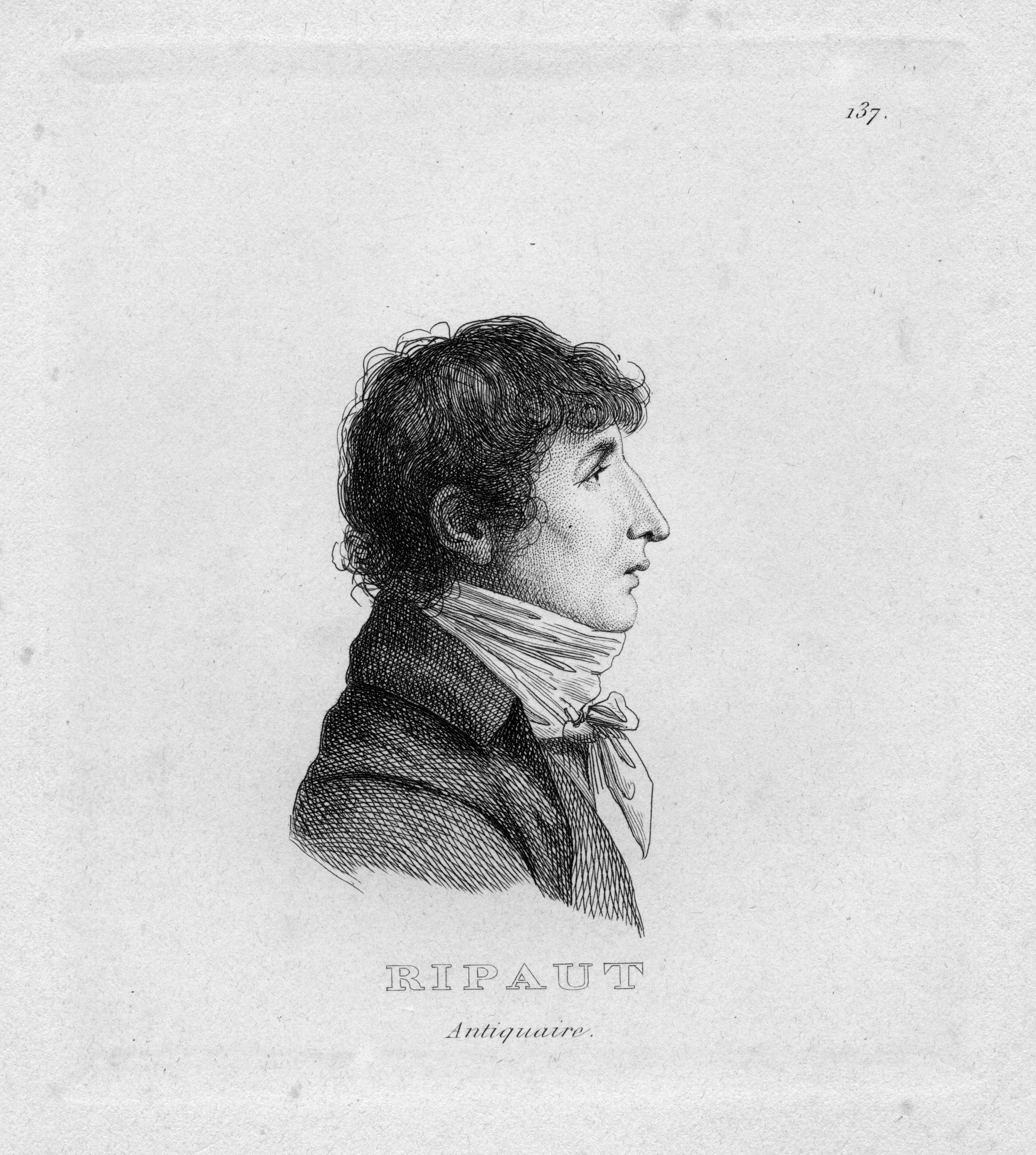
Louis Ripault
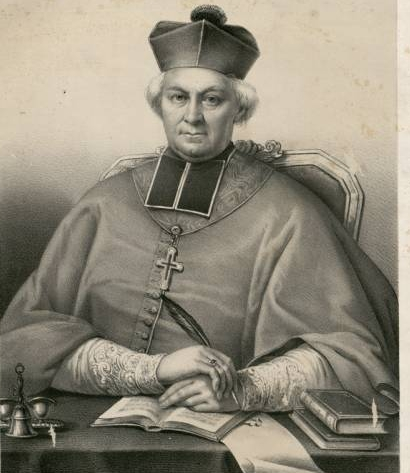
Jean-Jacques Fayet
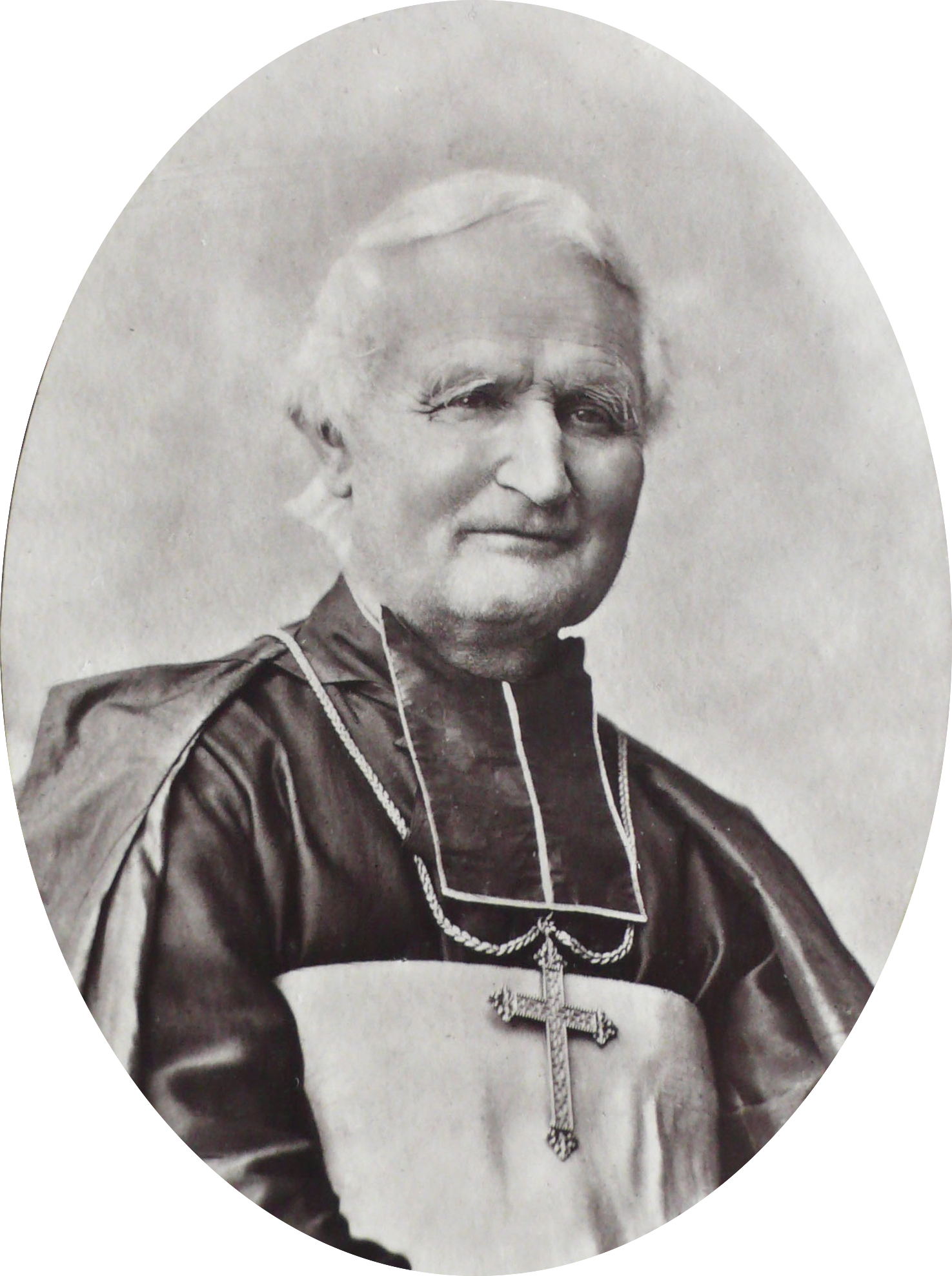
Félix Dupanloup
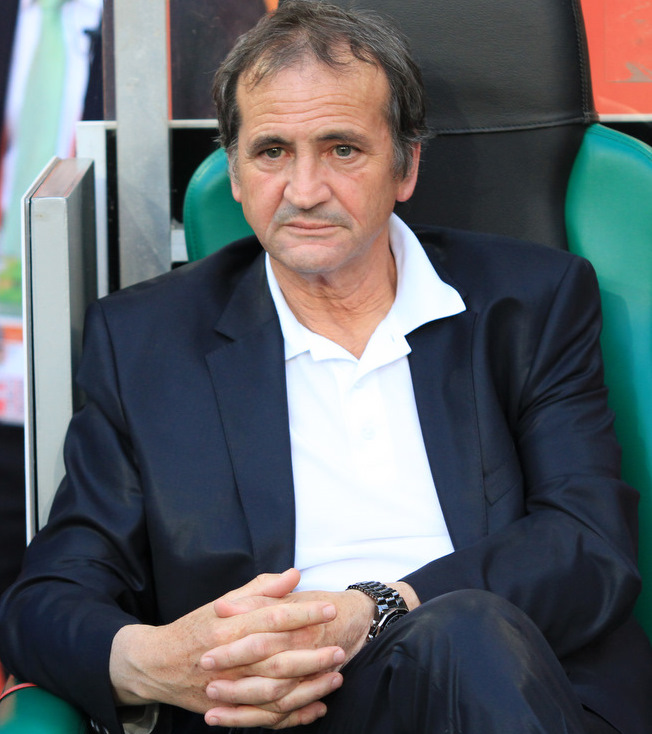
Bruno Bini

## Sources
- Collectif, Bulletins annuels du Groupe d'Histoire Locale, La Chapelle Saint-Mesmin, GHL, depuis 1984 (ISSN 0981-0706).